# 威廉斯冰原島峰
66°26′S 110°43′E / 66.433°S 110.717°E
威廉斯冰原島峰（英語：Williams Nunatak）是南極洲的冰原島峰，位於威爾克斯地，處於彼得森冰川終點南面，根據美國海軍拍攝的空中照片繪入地圖，現時由南極條約體系管理。